# Сан-Джакомо-дельи-Спаньоли (Рим)
Сан-Джакомо-дельи-Спаньоли (итал. Chiesa di San Giacomo degli Spagnoli; исп. Santiago de los Españoles — церковь святого Иакова испанцев); также Церковь Богоматери Святого Сердца (итал. Chiesa di Nostra Signora del Sacro Cuore) — католическая церковь, посвящённая Святому Иакову, а затем Деве Марии, расположенная на площади Пьяцца Навона в Риме. В настоящее время церковь принадлежит французской конгрегации «Богоматери Святого Сердца». Другая церковь под таким же названием — «Сан-Джакомо-дельи-Спаньоли» — находится в Неаполе.

## История
Первая церковь Сан-Джакомо-дельи-Спаньоли была возведена на том же месте, на руинах стадиона Домициана в Риме (будущей площади Навона), в XII веке. Первое упоминание об этой церкви есть в завещании Генриха Кастильского (1230—1304), сына короля Фердинанда III Кастильского, который дал деньги на строительство в 1259 году.
Здание было перестроено к Юбилейному 1450 году католической церкви на средства Альфонсо де Парадинаса, каноника Севильского собора. Фасад, обращённый когда-то на противоположную, западную сторону, был спроектирован архитектором Бернардо Росселлино. Папа Александр VI, испанец по происхождению, позднее распорядился оформить перед церковью площадь, переместив два приюта для испанских паломников.
Начиная с 1506 года Сан-Джакомо была национальной церковью королевства Кастилия в Риме. Храм был реконструирован в 1518 году по проекту Антонио да Сангалло Младшего.
В 1549 году принц Филипп Испанский пожертвовал средства на устройство в церкви золотой скинии (позднее она была утрачена). Филипп также заплатил за новый запрестольный образ, «Распятие» Джироламо Сичоланте да Сермонета (который позже был перенесен в церковь Санта-Мария-ди-Монсеррато (дельи Спаньоли) в Риме. Распятие было обрамлено двумя боковыми панелями с изображениями святых Ильдефонса и Иакова.
Когда церковь Санта-Мария-ди-Монсеррато была завершена в XVII веке, внимание общины переключилось на эту церковь, которая ныне является испанской национальной церковью. Церковь Сан-Джакомо и соседние здания долгое время содержались на средства испанцев Рима. Однако, без обслуживания, в 1818 году церковь была заброшена испанцами в пользу Санта-Мария-ди-Монсеррато, куда также были перенесены святыни и гробницы. Церковь Сан-Джакомо в 1824 году была лишена освящения и продана в 1878 году французским миссионерам Святого Сердца Иисуса. Папа Лев XIII приказал, чтобы здание на грани разрушения было капитально отремонтировано. Тогда же главный вход был перенесён на площадь Пьяцца Навона. Апсида и трансепт были снесены в 1938 году, чтобы открыть нынешний проспект Корсо дель Ринашименто (Corso del Rinascimento).

## Интерьер и произведения искусства
Сан-Джакомо-дельи-Спаньоли, ныне Ностра-Синьора-дель-Сакро-Куоре — самая ранняя из нескольких зальных церквей в Риме. Она имеет три нефа одинаковой высоты.
Большинство произведений искусства и погребальных памятников церкви были перенесены в Санта-Мария-ин-Монсеррато. Сохранились некоторые произведения эпохи Возрождения, такие как алтарь из полихромного мрамора и мраморный фон за главным алтарём. Запрестольный образ Вознесения Марии со Славой Ангелов и Апостолов выполнил художник фламандского происхождения Франсиско де Кастелло.
Капелла ди Сан-Джакомо также не повреждена. Построенная кардиналом Жауме Серра-и-Кау в качестве погребальной, она была спроектирована Антонио да Сангалло Младшим и содержит статую Святого Иакова работы Якопо Сансовино (копия установлена в церкви Санта-Мария-ин-Монсеррато-дельи-Спаньоли).
В 1602 году болонский живописец Аннибале Карраччи получил заказ на оформление капеллы Эррера церкви Сан-Джакомо-дельи-Спаньоли. В работе над фресками капеллы ему помогали Бадалоккио и Франчяеско Альбани. Позднее сохранившиеся части фресок капеллы Эррера были переданы Национальному музею искусства Каталонии в Барселоне, а некоторые — Музею Прадо в Мадриде.

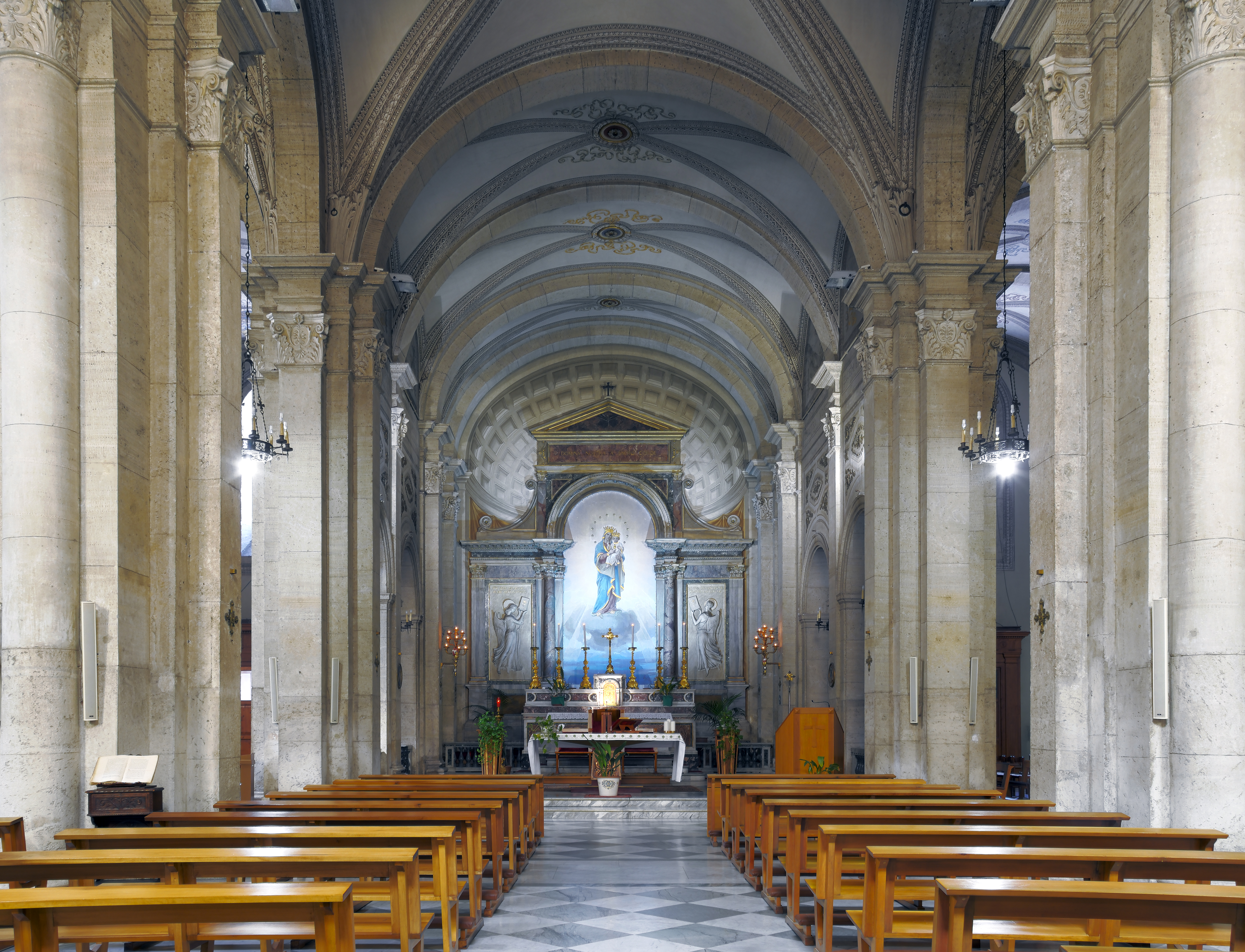
Интерьер церкви
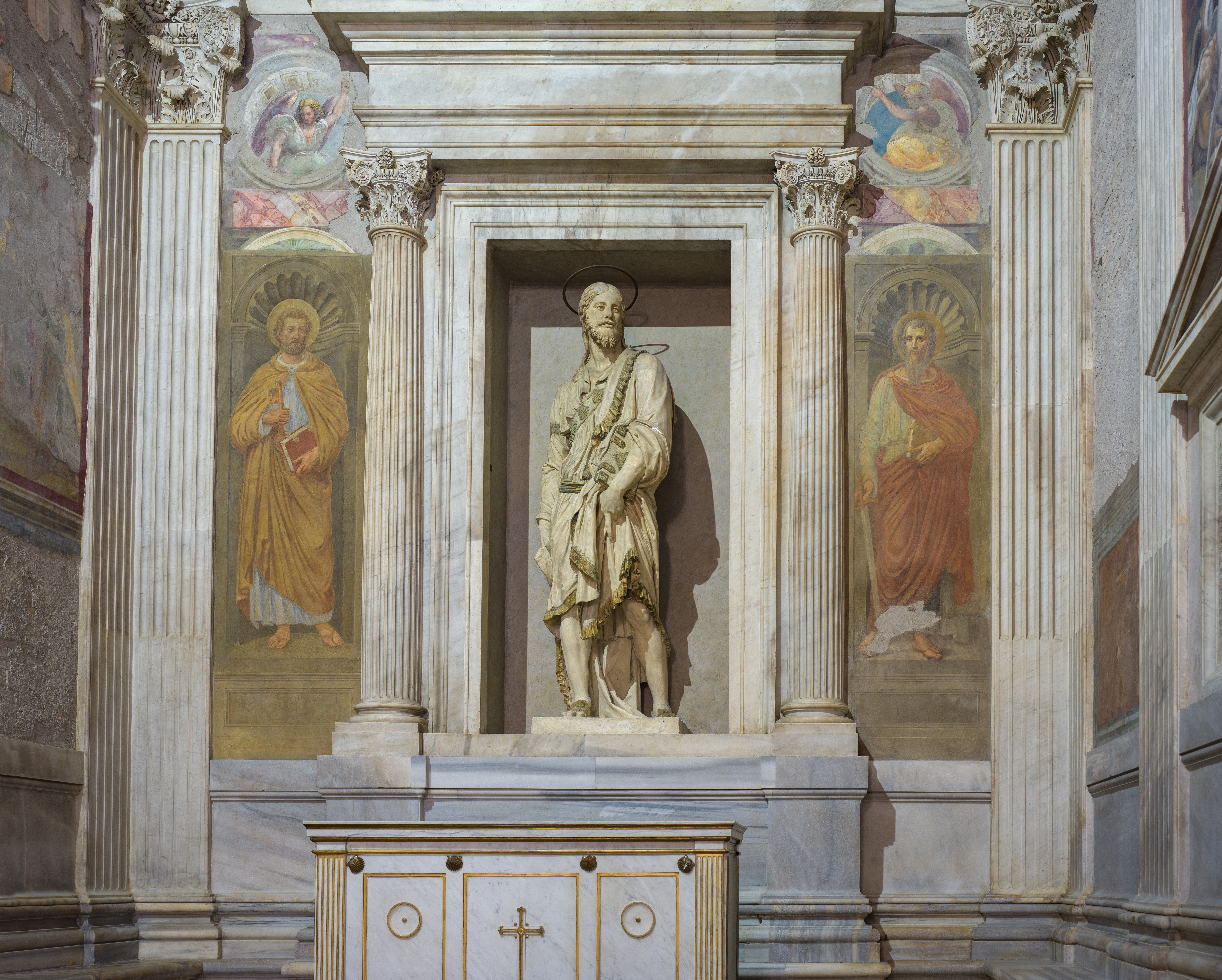
Капелла Сан-Джакомо (Святого Иакова). Архитектор Антонио да Сангалло Младший, скульптор Якопо Сансовино
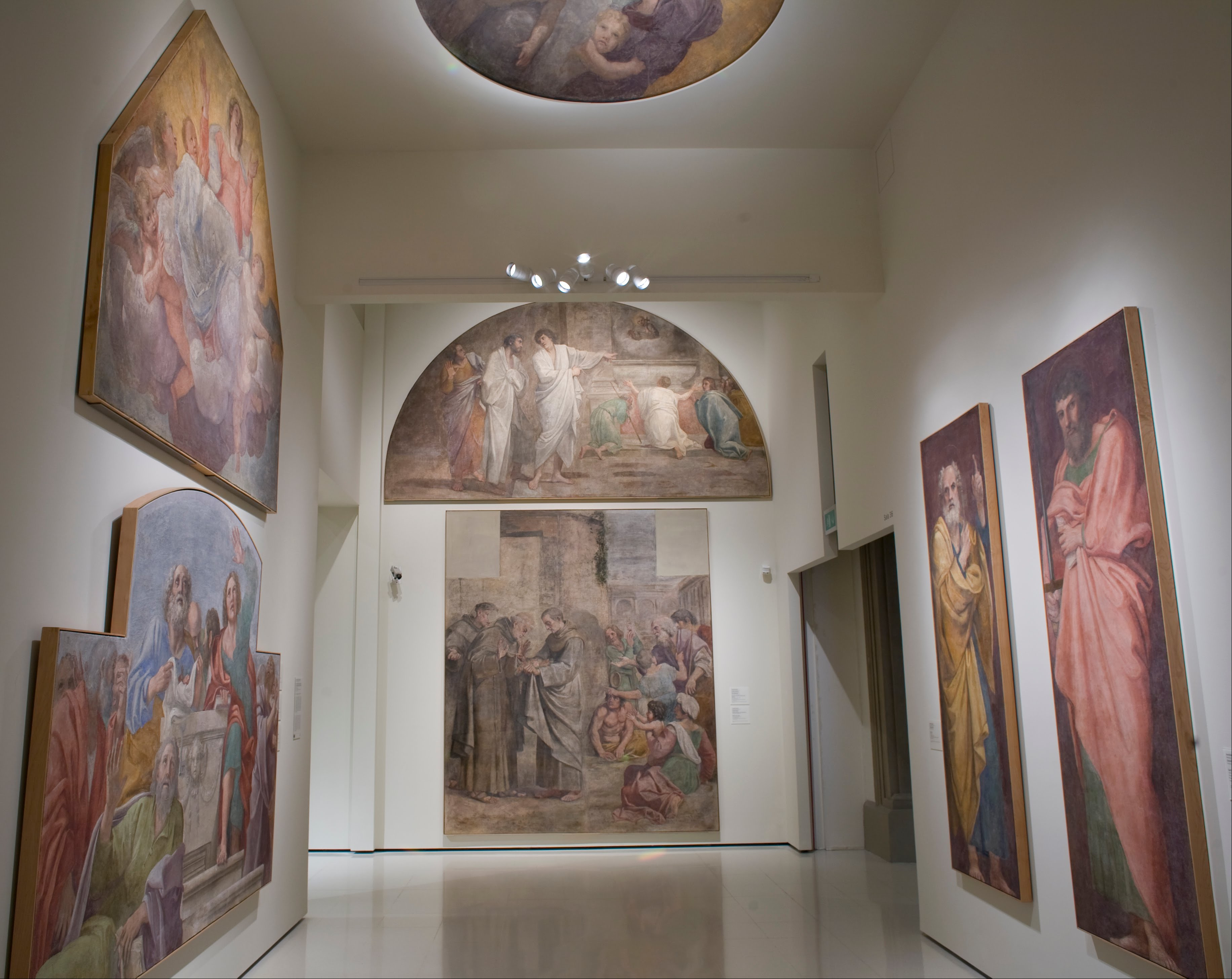
Экспозиция фресок А. Карраччи из капеллы Эррера церкви Сан-Джакомо-дельи-Спаньоли. 1602—1604. Национальный музей искусства Каталонии, Барселона
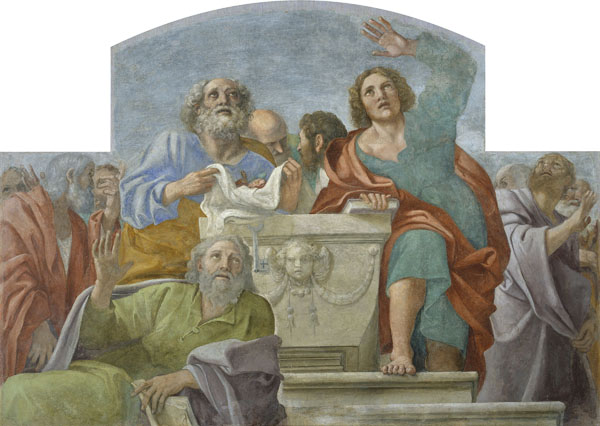
A. Карраччи, Ф. Альбани. Апостолы у гроба Господня. Деталь фрески
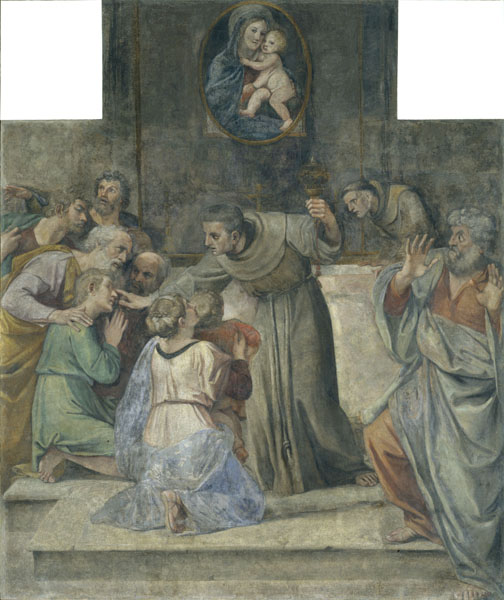
A. Карраччи, Ф. Альбани. Исцеление слепого. Деталь фрески
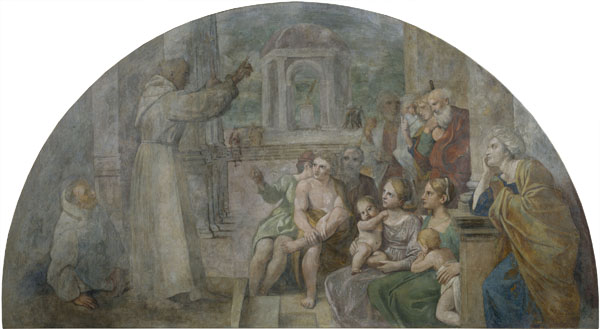
А. Карраччи, Бадалоккио. Святой Дидак проповедует. Деталь фрески